# Oides varivittata
Oides varivittata es una especie de insecto coleóptero de la familia Chrysomelidae.
Fue descrita científicamente en 1925 por Lea.